# Мара Ђорђевић
Мара (Марија) Ђорђевић (рођена као Марија Мишовић) (Одобести, 31. јануар 1916 — Панчево, 22. јануар 2003) је била српска певачица изворне и народне музике.

## Биографија
Рођена је у 31. јануара 1916. године у Одобешт, на истоку Румуније у печабалској породици. Родитељи су јој рођени Тетовчани, Александар Мишовић и Руша Џилевић. У јулу 1916. године, отац јој умире, након чега Марина мајка, са њом и њеним братом одлази у Тетово.
Марина породица води порекло са Метохије, из околине Ђаковице, крсна слава им је била Ваведење.
Мара је у Тетову провела детињство и младост, где је завршила за шнајдерку у занатлијској школи, иако јој је жеља била да заврши Учитељску школу у Скопљу коју није успела да упише, јер је пала на музичком испиту.
Удала се у Тетову, 20. маја 1934. године за Слободана Ђорђевића, учитеља и музичара, који је био родом из Јабучја код Лајковца. Са Слободаном је имала два сина Драгишу и Војкана.

## Музичка каријера
Након завршетка Првог светског рата, Мара је певала македонско-тетовске песме. За њен таленат се у Тетову брзо прочуло, па је Мара често звана да пева у разним приликама. То је био почетак њене певачке каријере, која је првенствено била интерпретаторка македонско-тетовских песама, а селидбом у Приштину 1945. године, Мара је почела да пева и изворне српске песме са Косова и Метохије, што ју је прославило.
Музикалност је наследила од родитеља, оца који је такође певао и мајке која је научила много песама. Ипак, отац јој је преминуо када је још била мала, па је највише тетовских песама научила од тада познатог тетовског певача Нонета Грнчара.
У јануару 1941. године, Мара се јавила на конкурс Радио Београда, који је тада вршио припреме за отварање радио-станице. Мара је прошла конкурс и била изабрана као најбоља међу 85 кандидата. У првој емисији отварања Радија Скопље, 27. јануара 1941. године она је певала, а својим пријатним гласом и богатим репертоаром тада непознатих песама, оставила је позитиван утисак међу свима који су је слушали. По уверењу стручњака из Радио Београда, Мара је била најбољи интерпретатор јужносрбијанске песме која се чула преко радија.
Прву песму коју је отпевала преко Радио Скопља била је Благуњо дејче, а певала је и песме Од поле идат, бабо сејмени, Ај коња спреман, коњ Дорија и песму Ђорушице црна око. Све те песме је касније снимила за Радио Београд.
Иако је Марина каријера била у успону, због почетка бомбардовања Београда 1941. године престали су сви музички програми.

## Други светски рат
Првих ратних дана, Марин муж Слободан је мобилисан, а она је са децом напустила Тетово у намери да стигне у Јабучје код Лајковца, до Слободанове фамилије. Иако је стигла у Јабучје, после одређеног времена је морала да потражи сигурније место, па су се преселили у Нишку бању, где су остали свео до краја 1944. године, када је Слободан као ослободилац са својом дивизијом ушао у Приштину, па се Мара са децом преселила тамо.
И Марин брат је био мобилисан, а преминуо је од туберкулозе након што се вратио са фронта.

## Музичка каријера у Приштини 1945—1950.
Након што су се игром случаја настанили у Приштини, Марин муж Слободан је почео да ради као наставник фискултуре, Мара се прикључила Културно-уметничком друштву Раднички где је била члан хора и солиста. За њену каријеру на Радију Скопље се брзо прочуло. За време боравка у Приштини, научила је све косовске песме, које раније није знала али их је са лакоћом учила, јер су била доста сличне тетовским песмама.
Након оснивања Радио Приштине, Мара је постала први вокални солиста овог радиа, где је певала косовске песме. Прва песма отпевана на Радио Приштини била је Тамна ноћи, тамна ли си, а све емисије су ишле уживо, уз пратњу оркестра.
Године 1947. Мара је заједно са њеним Културно-уметничким друштвом Раднички отпустовала у Загреб, а након тога у Опатију, где се овај мелос први пут представљао публици из западних крајева Југославије. Захваљујући Мари Ђорђевић и Културно-уметничком друштву Раднички, мелос југа је постао популаран у рангу босанских, далматинских и македонских песама.

## Каријера на Радио Београду
У лето 1947. године Мара је дошла до Радио Београда, где је почела да наступа као солиста, паралелно са послом на Радио Приштини. Мара је радила у Београду и Приштини све до 1950. године, када је њен супруг Слободан добио посао у Панчеву, где се преселио са целом породицом. Марија је дуго година радила на Радију Београд и ту достигла свој врхунац.
Све песме на Радио Београду, Мара је снимила у периоду од 1956. до 1969. године. Своју прву плочу снимила је за Југотон 1952. године. Продукцијска кућа ПГП РТС је издала само две њене сингл плоче, али се 2000. године појавио њен компакт-диск. Певачки радни стаж који је стекла на радио-станицама у Скопљу, Приштини и Београду јој је признат, опет иако је отишла у пензију често је певала у Клубу просветних радника у Панчеву.
Преминула је 22. јануара 2003. године у Панчеву.

## Дискографија

### Албуми
- Песме са Косова и Метохије (2000) (ПГП РТБ)

### Синглови и епови
- Каранфиле / Ајде Јано (1956) (Југотон)
- Ајде Јано коло да играмо (1976) (ПГП РТБ)

### Гостовање на компилацијама
- Various - Песме и игре народа Југославије, са песмама Ајде Јано коло да играмо и Каранфил се на пут спрема (1960) (ПГП РТБ)
- Various - Песме и игре народа Југославија (Београд 1962), са песмом Ајде Јано коло да играмо (1962) (ПГП РТБ)
- Various - Песме и игре народа Југославије, са песмом Каранфил се на пут спрема (1973) (ПГП РТБ)
- Various - Песме и игре народа Југославија, са песмама Ајде Јано коло да играмо и Денино коло (1973) (ПГП РТБ)
- Various - С' песмом и игром кроз Југославију, са песмом Каранфил се на пут спрема (1977) (ПГП РТБ)
- Various - Ој голубе - Најлепше традиционалне песме, са песмама Ајде Јано, Запевала сојка птица и Устај Като, устај злато (2001) (ПГП РТБ)